# XVIII Congresso nazionale del Partito Comunista Cinese
Il XVIII Congresso nazionale del Partito Comunista Cinese si svolse a Pechino fra l'8 novembre e il 15 novembre 2012. Il congresso segnò un importante ricambio ai vertici del Partito Comunista Cinese, che vedeva scadere il mandato per limiti di età per 7 dei 9 membri del Comitato permanente del Politburo, incluso l'uscente segretario generale del partito Hu Jintao.
L'assemblea elesse il nuovo Comitato centrale del Partito Comunista Cinese, i cui membri nominarono Xi Jinping alla carica di segretario generale e capo della Commissione militare centrale del PCC, carica anch'essa ricoperta fino a quel momento da Hu Jintao. Il congresso vide anche una modifica del numero di membri del Comitato Permanente che vennero ridotti da 9 a 7.

## Svolgimento del Congresso
- Delegati: 2270
- Membri del Partito: 80 milioni